# سئوتونیموس
سئوتونیموس (انگلیسی: Ceuthonymus) روحی است در اسطوره‌شناسی یونانی که پدر Menoite است. خدایی رده پایین یا روح مرموز در دنیای مردگان در فرهنگ یونانی-رومی، که در هادس زندگی می‌کند.